# Loasa pallida
Loasa pallida är en brännreveväxtart som beskrevs av John Gillies och George Arnott Walker Arnott. Loasa pallida ingår i släktet Loasa och familjen brännreveväxter. Inga underarter finns listade i Catalogue of Life.